# Lebed, Kărdjali
Lebed (în bulgară Лебед) este un sat în comuna Djebel, regiunea Kărdjali,  Bulgaria. 

## Demografie
Componența etnică a satului Lebed
     Turci (97,14%)
     Nicio identificare (2,85%)
     Altele (0%)
La recensământul din 2011, populația satului Lebed era de 35 locuitori. Din punct de vedere etnic, majoritatea locuitorilor (97,14%) erau turci. Pentru 2,85% din locuitori nu este cunoscută apartenența etnică.